# Pont de Nydegg
Le Pont de Nydegg (en allemand : Nydeggbrücke) est un pont en ville de Berne, la capitale de la Suisse. Il franchit l'Aar.

## Situation
Le pont de Nydegg relie la vieille ville de Berne à la rive droite de l'Aar, à proximité de la fosse aux ours.
Les quatre maisonnettes situées aux extrémités de ce pont servaient à l'encaissement du droit de passage. Ce péage fut aboli le 1er mars 1853. Actuellement, une de ces maisonnettes est utilisée par un restaurant.

## Sources
- (de) Cet article est partiellement ou en totalité issu de l’article de Wikipédia en allemand intitulé « Nydeggbrücke » (voir la liste des auteurs).